# 藤野真梨亜
藤野 真梨亜（ふじの まりあ、1994年4月8日 - ）は、日本の女優、声優。合同会社タックエンターテイメント所属。

## 来歴
佐賀県唐津市出身。17歳の時に福岡市の事務所に所属し芸能活動スタート。22歳の時に上京した。
舞台女優として活躍しているほか、踊る!さんま御殿!!、行列のできる法律相談所、痛快TV スカッとジャパンなどバラエティ番組の再現ドラマなどに出演している。また多数のテレビドラマや映画、ミュージックビデオなどに出演している。故郷である佐賀県を舞台にしたアニメ「ゾンビランドサガ」では方言監修を務めたほか、声優にも初挑戦している（5話インタビュアー役）。同作のライブイベント「ゾンビランドサガLIVE～フランシュシュみんなでおらぼう！～in SAGA」ではステージMCも担当した。幼少の頃から美少女戦士セーラームーンが大好きでゾンビランドサガで山田たえ役を演じる三石琴乃と一緒に仕事ができたのを感激している。

## 出演

### ドラマ
- ハケン占い師アタル 第3話（2019年、テレビ朝日） - 大学生役
- チート〜詐欺師の皆さん、ご注意ください〜 第2話（2019年、日本テレビ） - キャバ嬢役

### テレビアニメ
- ゾンビランドサガ（2018年 - 2021年、インタビュアー、おばちゃん、司会者、お姉さん） - 2シリーズ / 方言監修も担当[4]

### 舞台
- 北島三郎特別公演（2013年11月4日〜12月1日、博多座）まつり娘役
- Cash on delivery（2016年10月26日-30日、中目黒キンケロシアター）ブレンダ役
- GO,JET!GO!GO!vol.1（2017年2月22日-27日、東日本橋Aqua studio）江田美月役
- カウント2.9!（2017年11月18日-19日、新木場1stRING）サキ役
- SAKURA（2019年4月17日-22日、両国Air studio）田上春役
- ヤンキャバウォーズ（2019年7月18日-22日、新宿シアターモリエール）真紀役
- 学園探偵薔薇戦士（2020年3月25日-29日、大塚萬劇場）児玉由香役
- 沙也可〜海峡を越えた愛〜（2020年10月28日〜31日、渋谷伝承ホール）おみよ、南姫役
- ホッチキス（2021年4月14日〜18日、恵比寿エコー劇場）じゅりあ役
- Kiss Me You〜頑張ったシンプー達へ〜（2021年9月15日〜20日、中目黒キンケロシアター）麻紀子役
- 月の金魚（2022年7月7日〜10日、内幸町ホール）望月里衣役